# Huonia silvicola
Huonia silvicola – gatunek ważki z rodziny ważkowatych (Libellulidae).